# سفارة بنما في بولندا
سفارة بنما في بولندا هي أرفع تمثيل دبلوماسي لدولة بنما لدى بولندا. تقع السفارة في وهي تهدف لتعزيز المصالح البنمية في بولندا.

## وصلات خارجية
- قائمة سفارات بنما
- قائمة السفارات في بولندا